# Дудимосе
Дудимосе II је био фараон Древног Египта. Сматра се последњим краљем египатске 13. династије, односно једним од владара из Другог прелазног периода.
Датум Дудимосеове смрти није утврђен, али се већина предложених датума врти око 1690. п. н. е. Његова смрт је бацила Египат у стање хаоса и анархије.
Последњих година ревизионистички историчари Имануел Великовски и Дејвид М. Рол покушавају да представе Дудимосеа као једног од кандидата за у Старом завету неименованог фараона из приче о Изласку, док су се раније као кандидати најчешће спомињали владари 18. или 19. династије. С обзиром да ни у једном од тих случајева не постоје јасни докази, Дудимосе је само један од кандидата. У прилог Дудимосеу се спомиње да хаос и катастрофе које су удариле Египат одговарају библијским казивањима о Изласку, односно да каснији владари нису имали толиких проблема с пошастима и масовним устанцима робова.
Причу о Дудимосеу је испричао древни египатски хроничар Манетон (у његовим списима се за Дудимосеа користи име Тутимаиос), а касније је у фрагментима пренели Јосиф Флавије, Секст Африкан и Евсевије Цезарејски.